# كرسول مختلط
كرسول مختلط (الاسم العلمي:Crassula mixta) هو نوع نباتي يتبع جنس الكرسول من فصيلة الكرسولية.